# Каталонски модернизам
Каталонски модернизам односно сецесија или како се још назива овај правац који се јавља у разним земљама под другим именима, као и модернизам, и који је последњи универзални правац који се јавља у 19. веку је развио нове архитектонске концепта од „природних“ елемената који су се ту употребили и покрета. 

## Традиционални материјали и технике у Каталонији
Ово је од свега најупадљивије на формирању фасада и приметно је на „каталонским сводовима“ код покривачких радова или код слободних степеништа. При томе се опека уграђује у брзовезујући гипсани малтер. Приликом тога се уграђује слој следећег малтера. Ове фасаде су украћене са декоративним материјалима и елементима као што су птице, лептири, лишће, цвеће од камења или кремике. Прозори су такође украшени украсима од гвожђа са природом инспирисаним мотивима.

## Каталонски модернизам у Барселони
Барселона је оставила велики печат у стилу модернизма и сецесије односно каталонског модернизма. Ту су сликари и писци као Рамон Касас и Сантијаго Русињо и велики архитекта Антонио Гауди, творац типично каталонске технике под именом тренкадис. Од Антониа Гаудија у Барселони постоје многобројни познати објекти и ту спадају осим других Каса Мила, Каса Батљо, Каса Калвет и позната Саграда Фамилија која је саграђена 1882. године и од 2005. године спада у зграде које спадају у светску културу под заштитом Унеска.